# La Moutade
La Moutade ist eine Commune déléguée in der französischen Gemeinde Chambaron sur Morge mit 587 Einwohnern (Stand: 1. Januar 2021) im Département Puy-de-Dôme in der Region Auvergne-Rhône-Alpes. 
Mit Wirkung vom 1. Januar 2016 wurde La Moutade mit der früheren Gemeinde Cellule fusioniert und zu einer Commune nouvelle mit dem Namen Chambaron sur Morge zusammengelegt. Die Gemeinde La Moutade gehörte zum Arrondissement Riom und zum Kanton Riom (bis 2015: Kanton Riom-Est). 

## Lage
La Moutade liegt etwa 21 Kilometer nordnordöstlich von Clermont-Ferrand in der Limagne. 

## Bevölkerungsentwicklung
| Jahr                      | 1962 | 1968 | 1975 | 1982 | 1990 | 1999 | 2006 | 2012 |
| Einwohner                 | 371  | 332  | 346  | 340  | 350  | 372  | 451  | 459  |
| Quelle: Cassini und INSEE |      |      |      |      |      |      |      |      |